# جنگ عثمانی و لهستان (۱۶۸۳–۱۶۹۹)
جنگ عثمانی و لهستان (۱۶۸۳–۱۶۹۹) یا جنگ سوم عثمانی و لهستان یا جنگ اتحاد مقدس به جبهه لهستان در جنگ بزرگ عثمانی اشاره دارد. این جنگ با پیروزی بزرگ ارتش لهستان در نبرد وین به سال ۱۶۸۳ میلادی آغاز شد و با امضای پیمان کارلویتز، که سرزمین‌های از دست رفته مشترک‌المنافع لهستان-لیتوانی در جنگ پیشین (جنگ عثمانی و لهستان (۱۶۷۲-۱۶۷۶)) را به این دولت بازگرداند، به پایان رسید. این جنگ آخرین برخورد نظامی میان مشترک‌المنافع لهستان-لیتوانی و امپراتوری عثمانی بود و اگرچه، به شکست عثمانی‌ها انجامید اما مقدمه و سرآغاز ضعف و زوال هردو دولت شد؛ به خصوص، لهستان-لیتوانی که طی قرن بعد دچار تجزیه از جانب همسایگانش شد.

## نبردها
فهرست زیر تنها شامل نبردهایی است که در جبهه لهستان-لیتوانی رخ داد:
- نبرد وین (۱۲ سپتامبر ۱۶۸۳)
- نبرد پارکانی (۷–۹ اکتبر ۱۶۸۳)
- نبرد یازلووتز (۱۶۸۴)
- نبرد بویانی (۱۶۸۵)
- محاصره کامیانتس (کامیانتس-پودیلسکیی) (۱۶۸۷)
- نبرد اسموتریچ (۱۶۸۸)
- نبرد سوچیاوا (۱۶۹۱)
- نبرد تارگو نیامت (۱۶۹۱)
- نبرد هودوف (ژوئن ۱۶۹۴)
- نبرد اوستچکو (۶ اکتبر ۱۶۹۴)
- نبرد لووف (۱۶۹۵) (لووف)